# Dinara
Dinara – masyw górski w Bośni i Hercegowinie oraz Chorwacji, część Gór Dynarskich.

## Opis
Jego długość wynosi 84 km. Leży na pograniczu Bośni i Dalmacji, rozciągając się od Grahovskiego i Livanjskiego polja (północny wschód), wzdłuż dolin rzecznych Butišnicy i Cetiny, w kierunku Sinskiego polja i zbiornika wodnego Buško. Jest drugim pod względem długości pasmem Gór Dynarskich, ustępując wyłącznie Welebitowi.
Jego najwyższym szczytem jest Veliki Troglav o wysokości 1913 m n.p.m., który leży po stronie bośniacko-hercegowińskiej. Po stronie chorwackiej najwyższym szczytem jest Vrh Dinare o wysokości 1831 m n.p.m. Pozostałe najwyższe wierzchołki to: Kamešnica (1856 m n.p.m.), Gnjat (1854 m n.p.m.) i Ilica (1655 m n.p.m.).
Zbudowany jest z dolomitu i wapienia. Jego północno-wschodnie zbocza są strome, a południowo-zachodnie opadają schodkowo. Podczas zlodowacenia w plejstocenie w północno-wschodniej części Velikiego Troglavu istniały lodowce.
W północno-wschodniej części Dinary dominują lasy mieszane (bukowo-jodłowe). W południowo-zachodniej części występują formacje krasowe, porośnięte m.in. kserofitami.
W dolinach uprawia się ziemniaki i zboża. Na pastwiskach prowadzi się wypas owiec. Przez przełęcz Vaganj (1173 m n.p.m.) poprowadzono drogę Sinj – Livno. W 1969 roku pod Kamešnicą wydrążono tunel melioracyjny o długości 12,5 km, połączony z elektrownią wodną Orlovac.